# Carcharhinus macloti
Carcharhinus macloti (Müller & Henle, 1839) è una specie di squalo del genere Carcharhinus e della famiglia Carcharhinidae.

## Areale
Vivono nell'oceano Indiano e nel Pacifico occidentale, in particolare in Kenya, Tanzania, Pakistan, India, Sri Lanka, nel Mare delle Andamane, in Myanmar, Vietnam, Cina, Taiwan, ad Hong Kong, presso le Filippine, in Nuova Guinea. Sono stati avvistati anche nel Mare degli Arafura e forse anche nel Golfo di Aden.

## Habitat
Sono stati osservati a profondità massime di 170 metri. Abitano le piattaforme continentali ed insulari sia sotto costa che al largo.

## Aspetto
La lunghezza massima registrata è di 110 cm. Si tratta di un animale piccolo e snello con muso lungo e arrotondato, ma comunque appuntito. Non sono presenti creste interdorsali, le pinne pettorali sono di dimensioni ridotte, la prima dorsale è piccola, ma ha un prolungamento piuttosto lungo sul retro e la seconda dorsale è piccola e bassa con a sua volta un prolungamento posteriore. Il dorso è grigiastro o brunito, mentre il ventre è bianco. Il margine posteriore delle pinne pettorali e il lobo ventrale della pinna caudale presentano bordi debolmente sbiancati. Il margine posteroventrale e quello dorsale della coda stessa sono neri.

## Dieta
Si nutrono soprattutto di pesci, ma anche di cefalopodi e crostacei.

## Riproduzione
La specie è vivipara.

## Interazioni con l'uomo
Per via delle dimensioni limitate l'interesse commerciale della specie non è eccezionale. La carne viene mangiata sia fresca che essiccata e sotto sale dall'uomo.